# Santa Catarina (Caldas da Rainha)
Santa Catarina é uma vila portuguesa sede da Freguesia de Santa Catarina pertencente ao Município de Caldas da Rainha e situada na região Oeste do país, com 19,98 km² de área e 2692 habitantes (censo de 2021), tendo, assim, uma densidade populacional de 134,7 hab./km².
A povoação de Santa Catarina foi reelevada à categoria de vila em 1991.
Foi sede de concelho entre 1349 e 1834. Esse concelho era constituído pelas freguesias de Carvalhal Benfeito e Santa Catarina e tinha, em 1801, 1210 habitantes.
A padroeira da vila é Santa Catarina, que é celebrada a 25 de novembro. As principais atividades económicas da freguesia são a cutelaria, marroquinaria e a agricultura.
Possui uma banda filarmónica desde 1892. A filarmónica fundada pelo reverendo padre Agnelo M. Diniz e conta atualmente com cerca de 35 músicos.

## Demografia
A população registada nos censos foi:
| Distribuição da População por Grupos Etários | Distribuição da População por Grupos Etários | Distribuição da População por Grupos Etários | Distribuição da População por Grupos Etários | Distribuição da População por Grupos Etários |
| -------------------------------------------- | -------------------------------------------- | -------------------------------------------- | -------------------------------------------- | -------------------------------------------- |
| Ano                                          | 0-14 Anos                                    | 15-24 Anos                                   | 25-64 Anos                                   | > 65 Anos                                    |
| 2001                                         | 593                                          | 478                                          | 1708                                         | 503                                          |
| 2011                                         | 443                                          | 345                                          | 1594                                         | 647                                          |
| 2021                                         | 264                                          | 321                                          | 1370                                         | 737                                          |

## A.R.C. Catarinense
A Associação Recreativa Cultural e Catarinense foi fundada em 25 de dezembro de 1977 e conta com várias modalidades registadas: futsal, patinagem artística, badminton, andebol, ginástica, entre outras. Destaque para as equipas de andebol feminino que participaram nos campeonatos nacionais e para a equipa de futsal sénior masculina, atualmente a participar no campeonato de Honra da Associação de Futebol de Leiria.

## Património
- Castro de Santa Catarina
- Pelourinho de Santa Catarina
- Igreja Paroquial
- Chafariz
- Solar

## Geografia

### Aldeias
A freguesia de Santa Catarina é composta pelas seguintes vinte e uma povoações:
- Abrunheira
- Casal da Azenha
- Casal do Bicho
- Casal da Coita
- Casal da Cruz
- Casal das Freiras
- Casal da Marinha
- Casal dos Nortes
- Casal das Penas
- Casal da Portela
- Casal do Rio
- Casal Torcano
- Cumeira
- Granja Nova
- Mata do Porto Mouro
- Peso
- Portela
- Quinta da Ferraria
- Relvas
- Santa Catarina
- Vigia

## Coletividades
O seu clube, A.R.C.Catarinense, foi fundado a 25 dezembro de 1977 e promove atividades relacionadas com o desporto, tendo no ativo várias equipas de formação nas seguintes modalidades: futsal, andebol, badmínton e ginástica.

## Política

### Eleições autárquicas (Junta de Freguesia)
| Partido | 1976 | 1976 | 1979 | 1979 | 1982 | 1982 | 1985 | 1985 | 1989 | 1989 | 1993 | 1993 | 1997 | 1997 | 2001 | 2001 | 2005 | 2005 | 2009 | 2009 | 2013 | 2013 | 2017 | 2017 |
| Partido | %    | M    | %    | M    | %    | M    | %    | M    | %    | M    | %    | M    | %    | M    | %    | M    | %    | M    | %    | M    | %    | M    | %    | M    |
| ------- | ---- | ---- | ---- | ---- | ---- | ---- | ---- | ---- | ---- | ---- | ---- | ---- | ---- | ---- | ---- | ---- | ---- | ---- | ---- | ---- | ---- | ---- | ---- | ---- |
| PPD/PSD | 66,5 | 7    | 65,4 | 9    | 43,1 | 6    | 65,5 | 7    | 55,1 | 5    | 65,0 | 7    | 37,6 | 4    | 37,2 | 4    | 42,7 | 5    | 39,5 | 4    | 31,0 | 3    | 30,9 | 3    |
| CDS-PP  | 23,8 | 2    | 21,9 | 3    | 40,0 | 6    | 27,4 | 2    |      |      |      |      | 12,9 | 1    | 31,4 | 3    | 33,0 | 3    | 40,9 | 4    | 55,4 | 6    | 55,9 | 6    |
| PS      |      |      | 8,8  | 1    | 12,9 | 1    |      |      | 38,4 | 4    | 25,0 | 2    | 25,3 | 2    | 22,5 | 2    | 14,3 | 1    | 12,1 | 1    |      |      |      |      |
| IND     |      |      |      |      |      |      |      |      |      |      |      |      | 18,9 | 2    |      |      |      |      |      |      | 4,3  | -    |      |      |